# 할로젠 광물
할로젠 광물(Halide mineral)은 할로젠 원소의 음이온(F−, Cl−, Br−, I− 등)을 포함하는 광물이다. 경우에 따라서 할로젠 원소를 가지는 다원자 이온을 포함하는 경우도 있다.

## 예
- 암염(할라이트, NaCl)
- 실바이트(KCl)

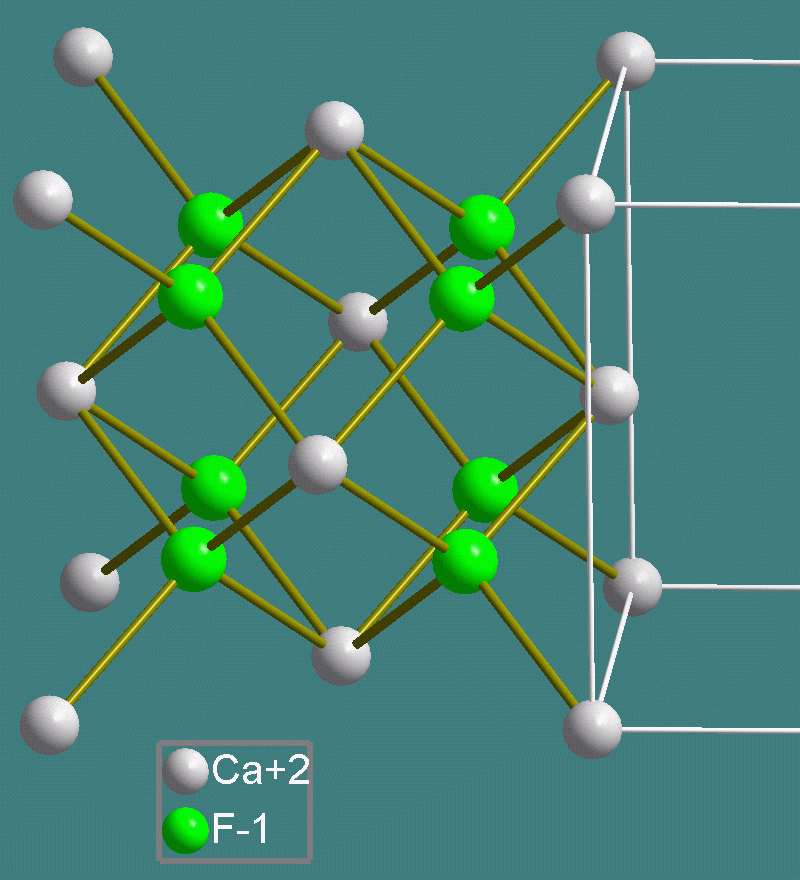
형석의 구조

- 클로라기라이트 (AgCl), 브로마기라이트(AgBr)
- 형석(플루오라이트, CaF2)
- 아타카마이트(Cu2Cl(OH)3)
- Bischofite(Cu2Cl(OH)3)
- 카널라이트(KMgCl3·6H2O)
- 빙정석(Na3AlF6)
- 크립토할라이트 (α)(NH4)2SiF6
- Bararite (β)(NH4)2SiF6